# Tegs SK
Der Tegs SK ist ein 1898 gegründeter schwedischer Sportklub aus Umeå, der vor allem für seine Eishockeyabteilung bekannt ist. Die Mannschaft spielt seit 2023 erneut in der viertklassigen HockeyTvåan (Division 2) und trägt ihre Heimspiele in der Umeå Arena aus.

## Geschichte
Der Tegs SK wurde 1898 gegründet. Die Eishockeyabteilung nahm in der Saison 1967/68 an der damals noch höchsten schwedischen Spielklasse, der Division 1, teil. In der Folgezeit nahm die Mannschaft regelmäßig an der in der zwischenzeitlich zweitklassigen Division 1 teil. Von 2003 bis 2005 spielte der Tegs SK in der neuen zweiten Spielklasse, der HockeyAllsvenskan. Ab 2010 trat der Verein in der drittklassigen Hockeyettan an, ehe 2023 der Abstieg in die HockeyTvåan folgte.
Die ausschließlich unterklassig antretende Mannschaft der Fußballabteilung ging 1987 im Umeå FC auf, später entstand jedoch erneut eine Fußballmannschaft. Zunächst im unterklassigen Bereich der schwedischen Ligapyramide unterwegs pendelte sie zwischen 2009 und 2014 zwischen viertklassiger  Division 2 und fünftklassiger Division 3. Ende 2014 ging die Mannschaft im Team TG FF auf, der den Startplatz in der vierten Liga übernahm und anschließend in die Division 1 aufstieg.

## Eishockeyspieler
- Kjell-Rune Milton (19??–1969)
- Erik Ryman (1991–1992)
- Per-Anton Lundström (1993–1994)